# Hitlerszalonna

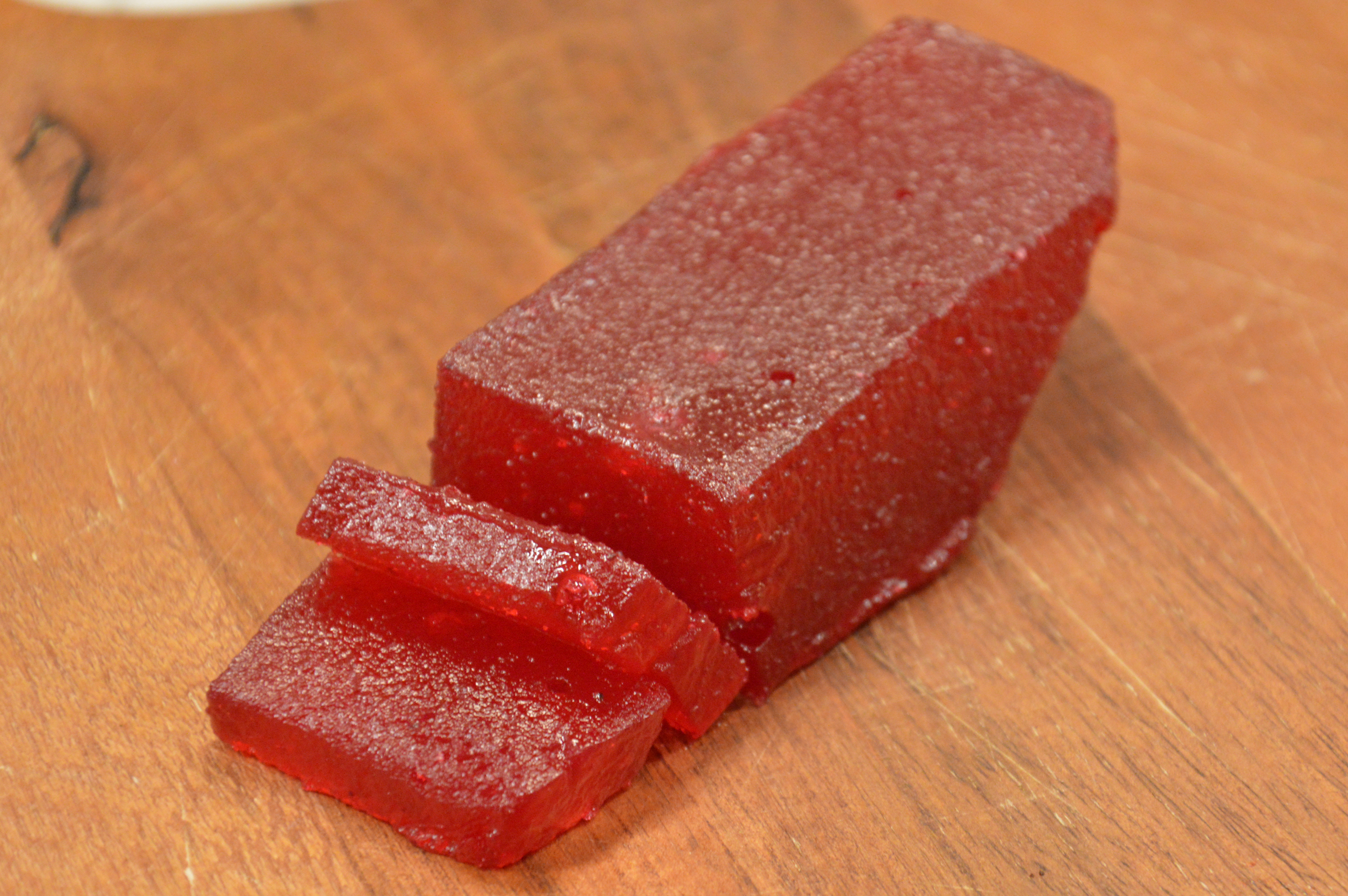
A hitlerszalonnához hasonló gyümölcsíz (2014)

A hitlerszalonna (vagy Hitler-szalonna) egy kemény, szeletelhető lekvár gúnyos, köznyelvi elnevezése. Úgy tartják, azért nevezték el Adolf Hitlerről, mert a második világháború vége felé, bizonyos források szerint parancsba adta a Harmadik Birodalom vegyészei számára, hogy találjanak megoldást az országban várható éhínség megelőzésére, az élelmezés válságos helyzetére, és e folyamat szülte ezt a készítményt is.
A megszületett megoldás egyaránt tartalmazott emberi fogyasztásra alkalmas állati és növényi anyagokat, fehérjéket, ásványi anyagokat és vitaminokat is. Leginkább abban az időben terjedt el Németországban, majd Magyarországon is, ahol a romló élelmiszer-ellátást próbálták jobbá és változatosabbá tenni vele a katonák és a civil lakosság számára is.
Napjainkban is lehet kapni, hivatalos megnevezése sütésálló lekvár; hasonlít a gyümölcssajthoz, és jellemzően ez kerül egyes süteményekbe (leginkább a buktába) is.